# Les Vieux Fourneaux 2 : Bons pour l'asile
Cet article concerne le film. Pour la bande dessinée, voir Les Vieux Fourneaux.
Série
Les Vieux Fourneaux
(2018)
Pour plus de détails, voir Fiche technique et Distribution.
Les Vieux Fourneaux 2 : Bons pour l'asile est une comédie française réalisée par Christophe Duthuron et sortie en 2022. Il fait suite au film Les Vieux Fourneaux, du même réalisateur, sorti en 2018. Il s'agit de l’adaptation de la bande dessinée franco-belge du même nom de Wilfrid Lupano et Paul Cauuet (2014).

## Synopsis
Pour venir en aide à six migrants qu'il hébergeait à Paris, Pierrot les emmène dans le Sud-Ouest chez son ami d'enfance Antoine. Mais celui-ci accueille déjà Émile, qui tente de regagner les faveurs de Berthe. Les six migrants vont découvrir l'hospitalité du village français de Montcœur et bousculer les peurs et préjugés des habitants. Par ailleurs, les trois amis vont être impliqués malgré eux dans la campagne électorale du village,. 

## Fiche technique
- Titre original : Les Vieux Fourneaux 2 : Bons pour l'asile
- Réalisation : Christophe Duthuron
- Scénario : Wilfrid Lupano
- Musique : Christophe Duthuron et Yannick Hugnet
- Décors : Mathieu Menut
- Costumes : Isabelle Mathieu
- Photographie : Laurent Brunet
- Montage : Julia Maby
- Production : Clément Miserez, Sophie Tepper et Matthieu Warter
  - Producteur délégué : David Giordano
- Sociétés de production : Radar Films ; coproduit par France 3 Cinéma, Égérie Productions et Orange Studio
- Société de distribution : Apollo Films
- Pays de production :  France
- Langues originales : français, anglais, arabe, langue africaine
- Format : couleur — 2,35:1
- Genre : comédie
- Durée : 1h 37 min.
- Date de sortie :
  - France : 17 août 2022

## Distribution
- Pierre Richard : Pierrot
- Eddy Mitchell : Émile
- Bernard Le Coq : Antoine
- Alice Pol : Sophie
- Myriam Boyer : Berthe
- Jean Sarrus : Baba
- Claire Nadeau : Fanfan de La Roche Bonnefoi
- Hamideh Doustdar : Djamila
- Adama Fané : Modibo
- Amara Condé : Charlie
- Rami Rkab : Salah
- Mohamad Malas : Hussein
- Patrick Ligardes : Alain Larquebuse, le maire
- Camille Boitel : Arnonimousse
- Claude Samblancat : Armand Cazeneuve dit Cazoul
- Dominique Daguier : Édouard Garan-Servier
- Guillaume Bouchède : le psy
- Jean-Claude Baudracco : Étienne de la Chope
- Arthur Jugnot : le neveu de Fanfan
- Flavie Péan : la banquière suisse

## Production

### Attribution des rôles
Dans cette suite, Bernard Lecoq succède à Roland Giraud dans le rôle d'Antoine, ce dernier ayant pris sa retraite en 2020. On note également la présence de l'ex-Charlot, Jean Sarrus. Le comédien n'était plus apparu au cinéma depuis 1997 (dans Un grand cri d'amour).

### Tournage
Le tournage débute en octobre 2021. Il se déroule dans le Gers, notamment à Simorre, Saramon et Auch,,.

## Accueil

### Critique
Le site Allociné donne une moyenne de 2,9/5, après avoir recensé 8 critiques de presse.
Le Parisien estime que le film « comporte des lourdeurs et emprunte quelques raccourcis, mais on est séduit par les répliques cinglantes et l'énergie ébouriffante de cette bande de retraités, grognons au grand cœur, qui en a encore sous la pédale ».
Dans les critiques négatives, on peut citer celle de L'Obs : « une farce politiquement incorrecte, écrite avec lourdeur, portée par un scénario en pointillé et une mise en scène au déambulateur ».
Dans la presse régionale, La Voix du Nord parle d'un millésime 2022 « toujours bon, certes, et [qui] ne manque pas d'humour », là où « le bât blesse » se situant dans le sujet du film, ou plutôt son traitement : « l’univers BD est trop décalé en rapport aux drames humains traités en filigrane. L’ensemble donne une fable pétrie de bons sentiments ».

### Box-office
Le jour de sa sortie, le film se classe en seconde position des nouveautés avec 36 093 entrées (dont 10 689 en avant-première), pour 548 copies. Il est précédé au classement par De l'autre côté du ciel (38 753) et suivi par Esther 2 : Les Origines (28 745). Après une semaine d'exploitation, le film engrange au box-office 148 172 entrées pour une sixième place au classement, derrière Top Gun : Maverick (175 191) et devant Esther 2 (140 678).
| Pays ou région | Box-office      | Date d'arrêt du box-office | Nombre de semaines |
| -------------- | --------------- | -------------------------- | ------------------ |
| France         | 270 206 entrées | 11 octobre 2022            | 8                  |
| Total mondial  | 1 359 164 $     | -                          | -                  |